# شهرستان پونوماریوفسکی
شهرستان پونوماریوفسکی (به لاتین: Ponomaryovsky District) یک شهرستان در روسیه است که در استان اورنبورگ واقع شده‌است.